# Келли, Малкольм Дэвид
Малкольм Дэвид Келли (англ. Malcolm David Kelley; род. 12 мая 1992) — американский киноактёр. Известность ему принесла роль Уолта Ллойда в телесериале «Остаться в живых».

## Биография
Малкольм Дэвид Келли родился в Беллфлауэре, штат Калифорния, США. Первые одиннадцать месяцев своей жизни мальчик провел в приюте, откуда его усыновила семья Келли. Его сестру Сидни удочерили двумя месяцами позже. С пяти лет Малкольм вращается в шоу-бизнесе: он снимался в сериалах для детей, рекламных роликах, озвучивал телевизионные заставки и мультфильмы на развлекательном канале Nickelodeon. Не так давно он промелькнул в клипе Снуп Дога. Малкольм любит играть в футбол и баскетбол, болеет за команду «Лейкерс», и является казначеем в родной школе. Лидерские качества Малкольма позволили ему получить возможность представлять США на слете школьных представителей в Великобритании, где он побывал в июле 2004 года.

## Фильмография
| Год       |   | Русское название                    | Оригинальное название             | Роль             |
| --------- | - | ----------------------------------- | --------------------------------- | ---------------- |
| 2002      | ф | История Антуана Фишера              | Antwone Fisher                    | Антуан в детстве |
| 2004      | ф | Танцы улиц                          | You Got Served                    | Лил Сэйнт        |
| 2004—2010 | с | Остаться в живых                    | Lost                              | Уолтер Ллойд     |
| 2005      | ф | Рыцари Южного Бронкса               | Knights of the South Bronx        | Джимми Вашингтон |
| 2006      | с | Меня зовут Эрл                      | My Name Is Earl                   | Элби             |
| 2006      | с | Закон и порядок: Специальный корпус | Law & Order: Special Victims Unit | Натан Фелпс      |
| 2010      | ф | Без предупреждения                  | No Warning                        | Тико             |
| 2017      | ф | Детройт                             | Detroit                           | Майкл Кларк      |